# Le Mystère de la vallée de Sasassa
Le Mystère de la vallée de Sasassa (The Mystery of Sasassa Valley) est la première nouvelle publiée par Arthur Conan Doyle (alors âgé de 20 ans) en septembre 1879, dans la revue écossaise Chamber's.

## Résumé
Le narrateur, nommé Jack, raconte au lecteur (qu'il interpelle par le nom « monsieur ») une aventure de jeunesse qu'il a vécue dans la Colonie du Cap en Afrique du Sud avec un camarade nommé Tom Donahue, qui a valu à ce dernier le sobriquet de « Tom le chanceux ». Le récit du narrateur est le suivant :
Jack et Tom, à court de revenus, mettent un terme à leurs études et partent trouver du travail dans la Colonie du Cap qui semble prometteuse. Néanmoins, en trois ans, les deux jeunes hommes ne font pas fortune comme ils l'espéraient et vivent toujours dans la précarité.
Un soir, un troisième camarade leur raconte avec émotion une légende des environs selon laquelle la vallée de la Sasassa serait hantée par un terrible démon aux yeux rouges.

## Contexte Historique et Réception
"Le Mystère de la vallée de Sasassa", l'une des premières œuvres de Sir Arthur Conan Doyle, a été publié pour la première fois dans le magazine "Chambers's Journal" en septembre 1879. Bien que moins connu que ses célèbres récits de Sherlock Holmes, ce court récit témoigne des premières explorations de Doyle dans le genre du mystère et de l'aventure. 
L'histoire, située dans une vallée fictive en Irlande, reflète l'intérêt de l'auteur pour les paysages exotiques et les intrigues mystérieuses, un thème récurrent dans ses œuvres ultérieures. La réception initiale de cette nouvelle a été modeste, mais elle a acquis une importance historique en tant que prélude aux techniques narratives et aux thèmes que Doyle développera plus pleinement dans ses histoires de Sherlock Holmes. 
Bien que "Le Mystère de la vallée de Sasassa" ne soit pas aussi largement reconnu que les aventures du célèbre détective, il offre un aperçu précieux des débuts littéraires de Conan Doyle et de son évolution en tant qu'écrivain.